# 森川俊知
森川 俊知（もりかわ としとも）は、下総生実藩の第8代藩主。江戸幕府の若年寄である。

## 生涯
安永8年（1779年）3月8日、第6代藩主・森川俊令の次男で、第7代藩主・森川俊孝の弟である森川俊輝の長男として、外祖父の森川俊顕の屋敷で生まれる。天明8年（1788年）に俊孝の実子である俊盛と俊孝が相次いで死去したため、俊孝の末期養子として家督を継いだ。
寛政8年（1796年）12月19日に従五位下・兵部少輔に叙位・任官する。寛政10年（1798年）4月3日に日光祭祀奉行に任じられ、文化3年（1806年）11月8日に大番頭に任じられた。その後も大坂城番・二条城番などを務め、文化13年（1816年）12月26日に奏者番に任じられ、文政5年（1822年）8月15日には西の丸若年寄に任じられた。その後は幕政に参与し、第12代将軍・徳川家慶の五男・一橋慶昌の養子縁組交渉や、第11代将軍・徳川家斉の娘の婚儀の交渉・庶務などをまとめ上げた。そのために家斉や家慶からは信任が厚く、後に俊知が若年寄の辞職を求めても許されなかった。
天保9年（1838年）8月9日に死去した。享年60。
初め俊一を養子としていたが早世。次に養子にした俊民が家督を継いだ。

## 系譜
父母
- 森川俊輝（実父）
- 森川俊顕の娘（実母）
- 森川俊孝（養父）

正室、継室
- 勝 ー 青山幸完の娘（正室）
- 八重 ー 分部光実の娘（継室）

子女
- 登志（長女） ー 森川俊民正室

養子
- 森川俊一 ー 諏訪忠粛の次男
- 森川俊民 ー 松平忠馮の八男